# Tavapy (Paraguay)
Tavapy es un distrito ubicado en el Departamento de Alto Paraná. Se halla localizado a 53 km de Ciudad del Este. Su actividad económica se centra en la agricultura y ganadería. Formó parte del territorio de Santa Rosa del Monday como una colonia, hasta que a través de la ley 4322, promulgada el 26 de mayo de 2011 por el Poder Ejecutivo se convierte en distrito.

## Colonias
Forman parte del distrito las colonias:
- Tavapy 1
- Tavapy 2
- Colonia Dolores
- Barrio San Blas
- Barrio 8 de diciembre
- Cruce del Amor
- Barrio Santa Lucía

## Límites
- Al noroeste limita con el Distrito de  Doctor Juan León Mallorquín.
- Al norte limita con el Distrito de  Yguazú.
- Al noreste limita con el Distrito de Minga Guazú.
- Al oeste limita con el Distrito de San Cristóbal.
- Al sur limita con el Distrito de Santa Rita.
- Al sureste limita con el Distrito de Santa Rosa del Monday .